# Damián Lemos
Damian Lemos né le 2 avril 1990 à Buenos Aires, est un joueur d'échecs argentin, grand maître international depuis 2009.

## Carrière échiquéenne
Il a participé à plusieurs reprises aux finales des Championnats juniors d'Argentine dans diverses catégories d'âge, ainsi qu'aux Championnats juniors des pays panaméricains et aux Championnats du monde.
Il a rempli les critères pour le titre de grand maître en 2006 à Buenos Aires (1re place) et 2008 à Cali (Championnats panaméricains juniors jusqu'à 20 ans, 1re place) et Buenos Aires (3e place après Andrés Rodríguez et Diego Valerga (pl), avec Carlos García Palermo).
Ses autres succès incluent la 2e place du tournoi zonal (élimination des championnats du monde) à Potrero de Los Funes de 2007 (après Diego Flores, avec Pablo Ricardi et Juan Pablo Hobaica) et la 4e-5e place des finales individuelles du Championnat d'Argentine de 2008 (après Rubén Felgaer, Diego Flores et Anton Kovalyov, avec Fernando Peralta).
Le classement le plus élevé de sa carrière à ce jour était le 1er septembre 2009, avec un score de 2 559 points. Il était alors 6e des joueurs d'échecs argentins. En octobre 2021, il est le 15e joueur argentin par le classement.

## Une partie remarquable
Damian Lemos-Magnus Carlsen, Championnat du monde des moins de 14 ans, Halkidiki (Grèce), 2003,
1. d4 Cf6 2. Cf3 g6 3. c4 Fg7 4. g3 0-0 5. Fg2 d6 6. 0-0 Cbd7 7. Cc3 e5 8. h3 Te8 9. e4 exd4 10. Cxd4 a6 11. Te1 Tb8 12. b3 c5 13. Cc2 b5 14. Dxd6 Tb6 15. Dd2 b4 16. Ca4 Tbe6 17. e5 De7 18. Fb2 Cxe5 19. Fxe5 Txe5 20. Txe5 Dxe5 21. Te1 Dc7 22. Txe8+ Cxe8 23. De3 Dd8 24. Cxc5 a5 25. Rh2 h5 26. Dd3 Dc7 27. Ce4 h4 28. Ce3 hxg3+ 29. fxg3 Fe5 30. Cd5 Dd8 31. De3 Cg7 32. Cg5 Fd6 33. Ce4 Fe5 34. Db6 Dxb6 35. Cxb6 Fe6 36. Ff3 Cf5 37. Fg4 Rf8 38. Fxf5 Fxf5 39. Cc5 Fd4 40. Cba4 Re7 41. Cb7 Rd7 42. Cxa5 Rc7 43. c5 Fb1 44. Rg2 Fxa2 45. Rf3 Fb1 46. g4 g5 47. Rg3 Fd3 48. Rf3 f6 49. Rg3 Fe4 50. h4 Fe5+ 51. Rh3 Fd3 52. hxg5 fxg5 53. Rg2 Fe2 54. Cb6 Fxg4 55. Cd5+ Rc8 56. Cc6 Fc3 57. Ccxb4 Fxb4 58. Cxb4 Fe6 1/2-1/2.